# Кубок президента Аргентины по футболу
Кубок президента Аргентины (исп. Copa Presidente de Argentina) — международный футбольный турнир, единственный розыгрыш которого прошёл в 1941 году. Участниками турнира были сборные Аргентины и Чили. Соревнование состояло из двух матчей, победу в обоих одержала Аргентина.
Этот турнир был ответным на проведённый годом ранее Кубок президента Чили.

## Розыгрыш
5 января 1941
| Чили       | 1:2 | Аргентина  | Национальный стадион, Сантьяго Судья: Виктор Франсиско Ривас (Чили) |
| Алонсо 54' |     | 63' Састре | Национальный стадион, Сантьяго Судья: Виктор Франсиско Ривас (Чили) |
|            |     | 65' Арреги |                                                                     |

1. ↑  По другим данным гол забил Арриета

9 января 1941
| Чили          | 2:5 | Аргентина          | Национальный стадион, Сантьяго Судья: Альфредо Варгас (Чили) |
| Соррель 5'    |     | 7' Састре (с пен.) | Национальный стадион, Сантьяго Судья: Альфредо Варгас (Чили) |
| Бальбуэна 47' |     | 30' Арриета        |                                                              |
|               |     | 50' Састре         |                                                              |
|               |     | 58' Арреги         |                                                              |
|               |     | 65' Арриета        |                                                              |